# Cymbidiella pardalina
Cymbidiella pardalina är en orkidéart som först beskrevs av Heinrich Gustav Reichenbach, och fick sitt nu gällande namn av Leslie Andrew Garay. Cymbidiella pardalina ingår i släktet Cymbidiella, och familjen orkidéer. Inga underarter finns listade i Catalogue of Life.

## Bildgalleri

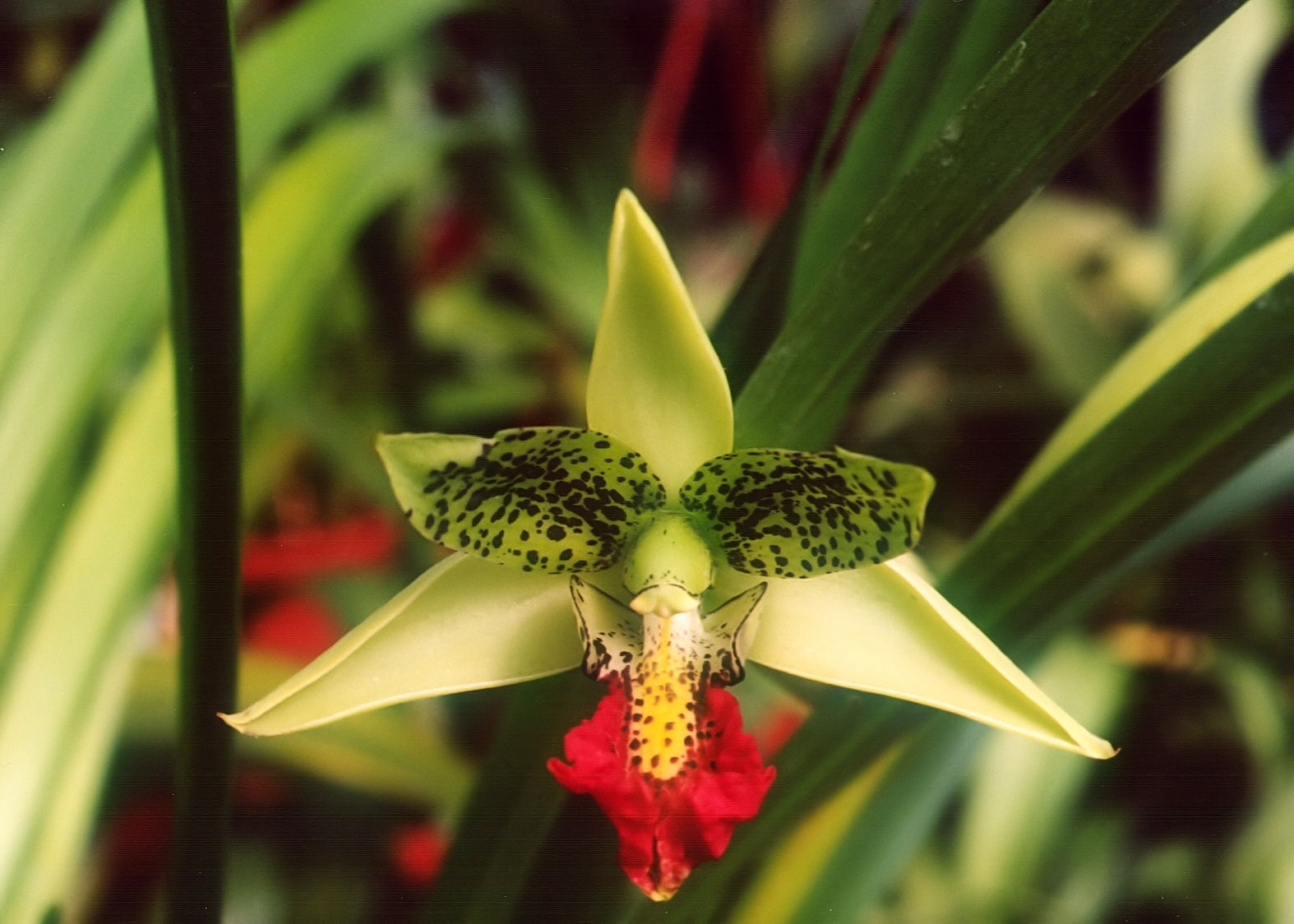
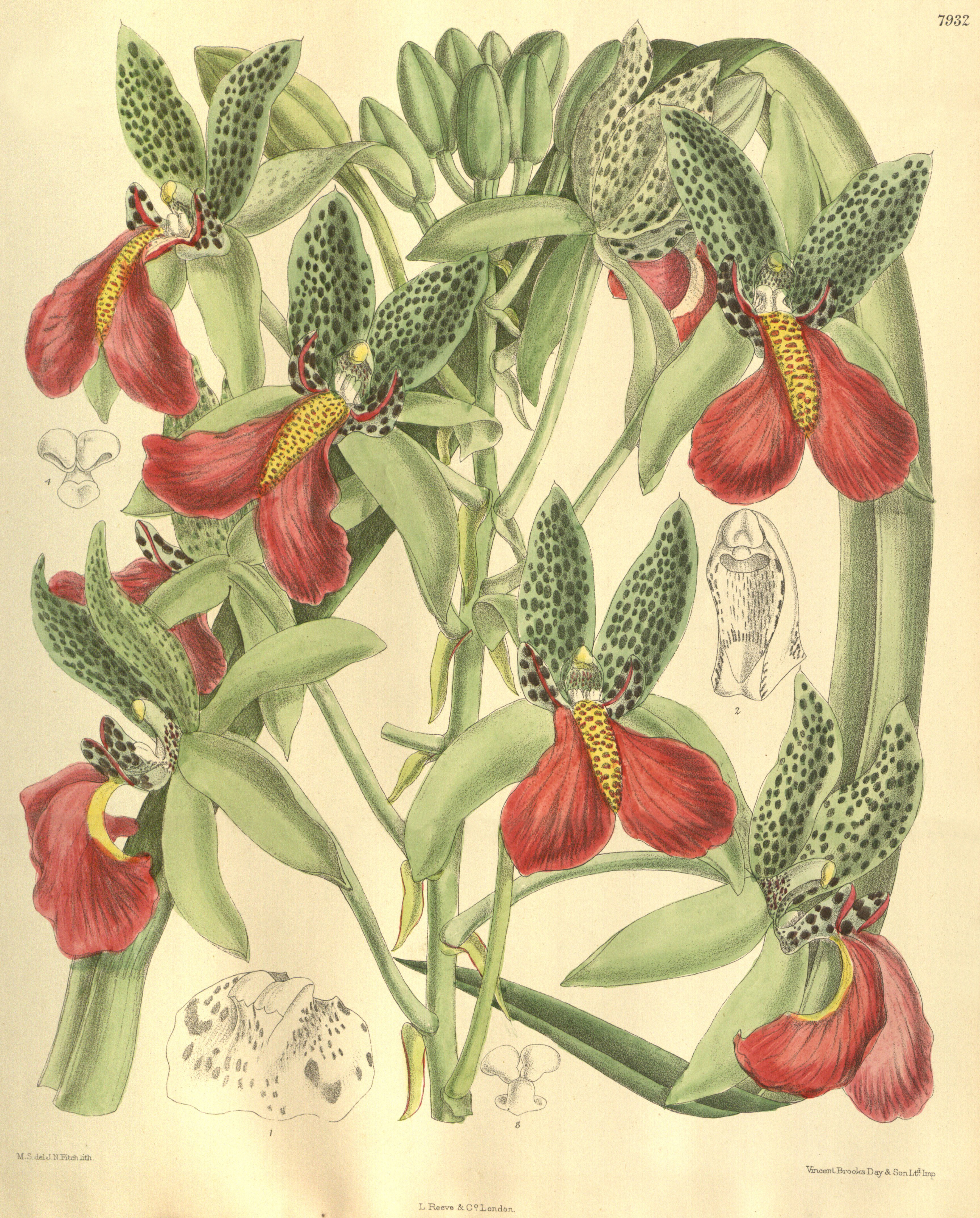
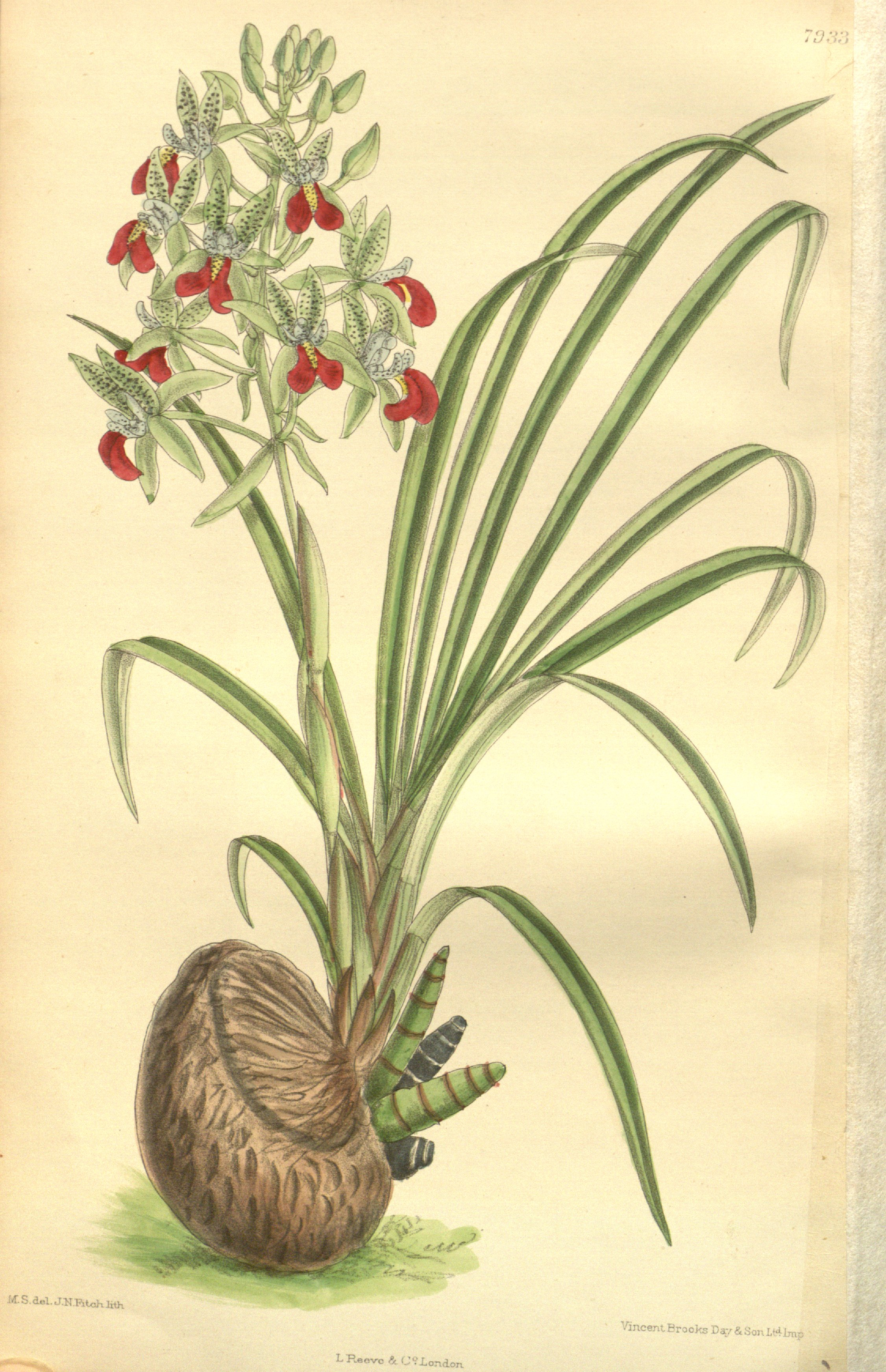
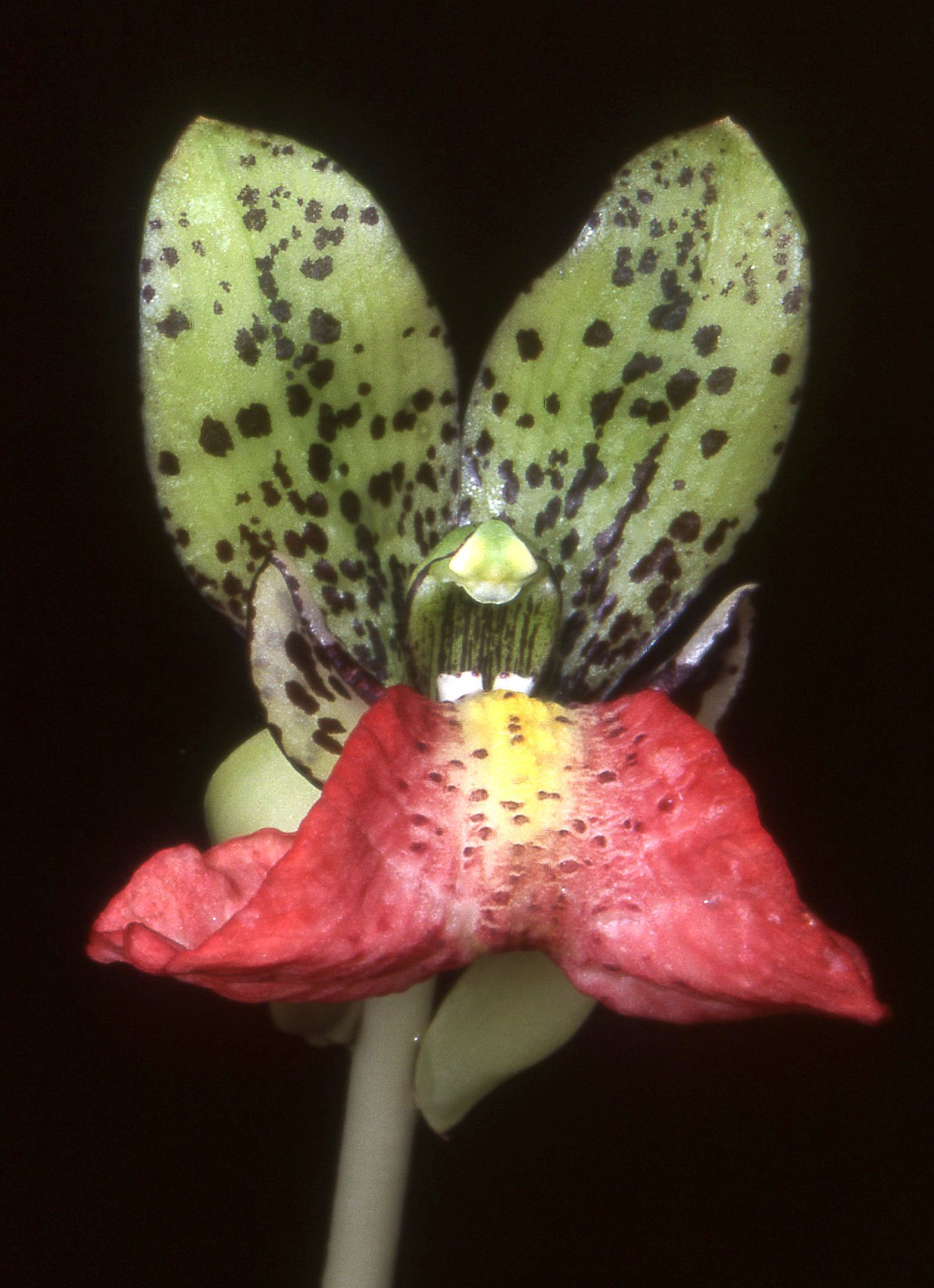